# Scuola di teatro Alessandra Galante Garrone
La Scuola di teatro "Alessandra Galante Garrone" è un'accademia teatrale italiana con sede a Bologna, in via degli Ortolani, 12.

## Storia
Fondata da Alessandra Galante Garrone nel 1976 come "Scuola di teatro di Bologna" è stata riconosciuta nel 1984 dal Ministero del turismo e dello spettacolo ed è accreditata per la formazione professionale dalla regione Emilia-Romagna e dal Fondo sociale europeo.
Nei primi anni la scuola era collocata nello storico palazzo del Teatro La Soffitta (La Ribalta) di proprietà della Provincia di Bologna.

## Collaborazioni
Relazioni e scambi didattici con l'Ecole Jacques Lecoq di Parigi, l'Accademia di musica di Praga, l'Università di Bologna, l'Eugene O'Neill Theater di New York, il Théatre du Soleil di Parigi e il Cirque Baroque di Villemarechal.

## Struttura
- Corsi biennali per attori

## Rettori
- Alessandra Galante Garrone
- Vittorio Franceschi e Claudia Busi